# Чешский нонет
Чешский нонет (чеш. České noneto) — нонет (ансамбль из девяти исполнителей академической музыки), основанный в Праге в 1924 г. и существующий по сей день. Название нонета, при всей очевидности, намекало также и на знаменитый к этому времени Чешский квартет. При первом выступлении 17 января 1924 года музыканты нонета исполнили Септет Людвига ван Бетховена, Квинтет для духовых инструментов Йозефа Богуслава Фёрстера и Большой нонет Людвига Шпора — самое известное к тому времени произведение для девяти исполнителей, навсегда ставшее визитной карточкой ансамбля. Собственно, именно набором партий в нонете Шпора и был предопределён состав Чешского нонета: в него вошли флейта, гобой, кларнет, фагот, валторна, скрипка, альт, виолончель и контрабас. Все исполнители были в это время студентами Пражской консерватории.
После первого успеха в Чехии ансамбль совершил триумфальные гастроли по Литве, приведшие к тому, что шесть из девяти его участников заключили заграничные контракты. После нескольких лет паузы в 1931 г. скрипач первоначального состава Эмиль Лейхнер, ключевая фигура в истории коллектива, воссоздал Чешский нонет заново и фактически руководил им до 1963 г. На протяжении 1930-х гг. репертуар ансамбля значительно вырос за счёт произведений, созданных специально для него, — в том числе нонетов Йозефа Богуслава Фёрстера, чешского додекафониста Алоиса Габы и литовского композитора Иеронимаса Качинскаса. Специализация на сверхсовременной музыке вызывала тяжёлое неудовольствие публики и критики (особенно шокированных исполненным в 1934 г. квинтетом Сергея Прокофьева). Кроме того, занятость музыкантов (большинство из которых одновременно преподавали в консерватории и играли в оркестрах) создавала множество организационных сложностей. В 1936 г. ансамбль пережил вторую радикальную смену состава, за которой последовал крупный успех: высоко оцененное специалистами выступление на Пятнадцатом фестивале Международного общества современной музыки в Париже (1937); не менее успешным был и визит Чешского нонета на Шестнадцатый фестиваль в Лондоне (1938), где, в частности, была представлена «Ходская сюита» Отакара Зиха. Репертуар коллектива обогатился новыми созданными для него сочинениями Иши Крейчи и других авторов. В годы Второй мировой войны музыканты Чешского нонета вели активную концертную деятельность, дав, в частности, 42 премьеры — в том числе целого ряда произведений, непосредственно навеянных военным временем (например, «Нонет 1938 года» Отакара Еремиаша).
В 1949—1951 гг. ансамбль пережил очередной кризис, завершившийся его организационным подчинением Чешскому филармоническому оркестру. Последовавший за этим период ознаменовался гастрольными поездками по всему миру, в том числе в СССР (1954 и 1959), Южную Африку (1957), Латинскую Америку (1961). В 1959 г. в Зальцбурге Чешский нонет исполнил мировую премьеру написанного для него и посвящённого ему Второго нонета Богуслава Мартину.
В 1963 г. по инициативе руководства Чешского филармонического оркестра была произведена резкая смена состава ансамбля: пять музыкантов были заменены, а бессменный участник нонета со дня его основания Эмиль Лейхнер вышел из его состава в знак несогласия с этим решением — вызванным, как утверждается на нынешнем официальном сайте коллектива, политическими мотивами. После этого Чешский нонет вступил в полосу нестабильности, с постоянными сменами состава, и только с приходом Вацлава Снитила в 1975 г. за пульт скрипки положение выровнялось.
В 1989 г. Чешский нонет освободился от опеки Чешского филармонического оркестра и вновь стал самостоятельным. Среди последних значительных страниц его биографии — гастроли в США в 2004 г., для которых один из старейших американских композиторов Роберт Уорд специально написал пьесу «Дивертисмент Рэли» (англ. Raleigh Divertimento). В общей сложности в 2004 году, в год 80-летия коллектива, Чешский нонет участвовал в 52 концертах и записях.